# GNOME Terminal
GNOME Terminal – emulator terminali napisany m.in. przez Havoca Penningtona. Jest częścią środowiska graficznego GNOME. Pozwala użytkownikom GNOME uruchamiać konsolowe programy tak, jakby były w prawdziwej uniksowej powłoce, podczas gdy tak naprawdę wciąż korzystają z X Window. W związku z tym użytkownik może przesuwać, minimalizować, zmieniać rozmiar czy przenosić terminal na inne wirtualne pulpity, tak samo, jak inne programy w GNOME.
GNOME Terminal jest bardzo podobny do xterma, ma podobną liczbę funkcji (GNOME Terminal obsługuje dodatkowo pseudoprzezroczystość i inne). Niektórymi z najważniejszych możliwości tych dwóch emulatorów terminali są: obsługa kolorowanego tekstu (np. jako wynik komend takich jak ls) i obsługa zdarzeń myszy wewnątrz okna. Zdarzenia myszy są zwykle wykorzystywane wewnątrz programów wykorzystujących bibliotekę ncurses, aby zbudować pseudo-GUI.